# علي عبد الله العبيدلي
علي عبد الله العبيدلي (مواليد 1850 - توفي 1942) تاجر ومحسن ورائد بحريني. في مطلع القرن العشرين كان وراء بناء أول ميناء حديث في البحرين الذي كان خطوة مهمة في تحديث البلاد. كما شارك في أول محاولة لتزويد العاصمة بالماء العذب. البئرين اللذين تم بنائهما كانا للسكان المحليين وغواصي اللؤلؤ في البحرين.
كما دعمت إنشاء أول مدرسة حديثة في البحرين وعندما فتحت أول مدرسة للبنات شجع بناته للتسجيل فيها. أحد أحفاده هو محمد عبيدلي الذي أنشأ منحة دراسية لذاكرته.